# Bokermannohyla napolii
Bokermannohyla napolii es una especie de anfibio anuro de la familia Hylidae.

## Distribución geográfica
Esta especie es endémica de Minas Gerais en Brasil. Fue descubierta en Perdizes.

## Etimología
Esta especie lleva el nombre en honor a Marcelo Felgueiras Napoli.

## Publicación original
- de Carvalho, Giaretta & Magrini, 2012: A new species of the Bokermannohyla circumdata group (Anura: Hylidae) from southeastern Brazil, with bioacoustic data on seven species of the genus. Zootaxa, n.º 3321, p. 37-55.[3]